# Роџер Котс
Роџер Котс (10. јул 1682 -- 5. јун 1716) је био енглески математичар и пријатељ Исака Њутна.

## Биографија
Роџер Котс рођен је у Барбиџу у Лечестерширу, од оца Роберта Котса, ректора у Барбиџу и Грејс Котс (рођене Фармер). Његови брат Антони (рођен 1681) и сестра Сузан (рођена 1683) преминули су веома млади. Роџер је био надарени математичар који је основно образовање стекао у Лестерској школи, као и Светопавловској школи (средња школа у Лондону). У то време Роџеров рођак и тутор, свештеник Џон Смит, препознао је и подстицао развој његовог талента.  Роџер је са 17 година, 1699. године, уписао Тринити колеџ, на којем је дипломирао 1702, магистрирао 1706 . Постао је фелоу (професор са сталним запослењем) на Тринити колеџу 1707. године, а исте године, у својој 26-ој, постао је и први Плумијанов професор астрономије и експерименталне филозофије. Те године основао је у сарадњи са Вилијемом Вистоном Одељење за физичкенауке у Кембриџу. Био је познат по својим напорима да се током његовог живота изгради опсерваторија на Тринити колеџу, али се то није десило. За живота је објавио само један научни рад, „Logometria“, који је демонстрирао прво успешно моделирање логаритамске спирале. Био је ученик Исака Њутна и сарађивао је са њим на „Principia Mathematica“. Котс је умро 1716. године у 33. години од јаке грознице , а Исак Њутн је поводом његове смрти рекао: "Да је остао жив, знали бисмомного више."

### Научни рад и сарадња са Исаком Њутном
Котс је био првенствено математичар. Познат је по својим радовима у вези са интегралним рачуном, логаритмима и нумеричкој анализи. Котс је открио значајну теорему о n-тим коренима јединице, предвидео је методу најмањих квадрата и предложио методу за интегрисање рационалних фракција са биномним имениоцима . Међутим,можда је најпознатији по развоју формула квадратуре, познатих као Њутн-Котсове формуле, као и по логаритамском доказу за Ојлерову формулу . Са Исаком Њутном је три и по године сарађивао на другом издању (са значајним ревизијама) књиге „Principia Mathematica“, физичкој основи гравитације, која се такмичила са Декартовом теоријом вртлога о гравитацији. Међутим, објављено је само 750 примерака овог значајног дела, иако су због потражње за њим кружиле и неке неовлаштене копије по Холандији. Сарађујући са Исаком Њутном, конструисао је и хелиостатски телескоп са огледалом које се окреће уз помоћ сатног механизма. Котс је био познат и по својим табеларним и механичким математичким радовима, посебно у вези са поновним прорачунима табела Сунца и планета Ђованија Доменика Касинија и Џона Флемстида.Такође, планирао је да приреди табеларну публикацију о кретању лунарних циклуса, а након његове смрти, велики део Роџерових математичких радова публиковао је његов рођак у публикацији „Harmonia mensurarum“. Остали радови Роџера Котса накнадно су објављени у делу „Доктрина и примена флуксиона“ Томаса Симпсона.  